# Пауне
Пауне је насељено место града Ваљева у Колубарском округу. Према попису из 2022. било је 403 становника.
Овде се налази Паунска бања.

## Демографија
У насељу Пауне живи 507 пунолетних становника, а просечна старост становништва износи 46,9 година (45,5 код мушкараца и 48,4 код жена). У насељу има 200 домаћинстава, а просечан број чланова по домаћинству је 2,98.
Ово насеље је великим делом насељено Србима (према попису из 2002. године), а у последња три пописа, примећен је пад у броју становника.
|  |

| Демографија | Демографија | Демографија |
| Година      | Становника  | Становника  |
| ----------- | ----------- | ----------- |
| 1948.       | 1.062       |             |
| 1953.       | 1.048       |             |
| 1961.       | 968         |             |
| 1971.       | 870         |             |
| 1981.       | 747         |             |
| 1991.       | 666         | 661         |
| 2002.       | 596         | 606         |

| Етнички састав према попису из 2002.‍ | Етнички састав према попису из 2002.‍ | Етнички састав према попису из 2002.‍ | Етнички састав према попису из 2002.‍ | Етнички састав према попису из 2002.‍ |
| ------------------------------------ | ------------------------------------ | ------------------------------------ | ------------------------------------ | ------------------------------------ |
|                                      |                                      |                                      |                                      |                                      |
| Срби                                 | Срби                                 |                                      | 592                                  | 99,32%                               |
| Црногорци                            | Црногорци                            |                                      | 1                                    | 0,16%                                |
| непознато                            | непознато                            |                                      | 2                                    | 0,33%                                |

| Година пописа     | 1948. | 1953. | 1961. | 1971. | 1981. | 1991. | 2002. |
| ----------------- | ----- | ----- | ----- | ----- | ----- | ----- | ----- |
| Број домаћинстава | 217   | 218   | 234   | 221   | 220   | 200   | 200   |

| Број чланова      | 1  | 2  | 3  | 4  | 5  | 6  | 7 | 8 | 9 | 10 и више | Просек |
| ----------------- | -- | -- | -- | -- | -- | -- | - | - | - | --------- | ------ |
| Број домаћинстава | 46 | 56 | 32 | 23 | 21 | 15 | 3 | 2 | 2 | 0         | 2,98   |

| Пол    | Укупно | Неожењен/Неудата | Ожењен/Удата | Удовац/Удовица | Разведен/Разведена | Непознато |
| ------ | ------ | ---------------- | ------------ | -------------- | ------------------ | --------- |
| Мушки  | 261    | 66               | 165          | 17             | 9                  | 4         |
| Женски | 263    | 33               | 163          | 57             | 9                  | 1         |
| УКУПНО | 524    | 99               | 328          | 74             | 18                 | 5         |

| Пол    | Укупно                    | Пољопривреда, лов и шумарство | Рибарство                            | Вађење руде и камена | Прерађивачка индустрија       |
| ------ | ------------------------- | ----------------------------- | ------------------------------------ | -------------------- | ----------------------------- |
| Мушки  | 184                       | 125                           | 0                                    | 0                    | 15                            |
| Женски | 133                       | 98                            | 0                                    | 0                    | 11                            |
| УКУПНО | 317                       | 223                           | 0                                    | 0                    | 26                            |
| Пол    | Производња и снабдевање   | Грађевинарство                | Трговина                             | Хотели и ресторани   | Саобраћај, складиштење и везе |
| Мушки  | 2                         | 7                             | 7                                    | 0                    | 5                             |
| Женски | 0                         | 1                             | 6                                    | 3                    | 2                             |
| УКУПНО | 2                         | 8                             | 13                                   | 3                    | 7                             |
| Пол    | Финансијско посредовање   | Некретнине                    | Државна управа и одбрана             | Образовање           | Здравствени и социјални рад   |
| Мушки  | 0                         | 4                             | 5                                    | 1                    | 5                             |
| Женски | 0                         | 1                             | 6                                    | 4                    | 0                             |
| УКУПНО | 0                         | 5                             | 11                                   | 5                    | 5                             |
| Пол    | Остале услужне активности | Приватна домаћинства          | Екстериторијалне организације и тела | Непознато            | Непознато                     |
| Мушки  | 4                         | 0                             | 0                                    | 4                    | 4                             |
| Женски | 1                         | 0                             | 0                                    | 0                    | 0                             |
| УКУПНО | 5                         | 0                             | 0                                    | 4                    | 4                             |

## Галерија
- село Пауне - црква Рођења Светог Јована Крститеља
- село Пауне - панорама
- Село Пауне - панорама
- село Пауне - панорама
- село Пауне - стара сеоска школа
- село Пауне - панорама
- село Пауне - панорама
- село Пауне - панорама
- село Пауне - панорама
- село Пауне - панорама
- село Пауне - панорама